# Friedrich Eduard Näser
Friedrich Eduard Näser (* 19. Juni 1821; † 22. Dezember 1876 in Leipzig) war ein deutscher Politiker (Nationalliberale Partei) und Vorsitzender des 1856 gegründeten Leipziger Vorschussvereins, der späteren Leipziger Credit-Bank.
Von Januar 1852 bis Dezember 1854 sowie von Januar 1857 bis 1865 war Näser Stadtverordneter in Leipzig. Er saß von 1869 bis 1871 für die Nationalliberale Partei als Abgeordneter des Wahlkreises Stadt Leipzig 1 in der Zweiten Kammer des Sächsischen Landtages.